# Oliver Kegel
Oliver Kegel (Berlim, 14 de junho de 1961) é um velocista alemão na modalidade de canoagem.

## Carreira
Foi vencedor da medalha de ouro em K-4 1000 m em Barcelona 1992 com os seus colegas de equipa Mario von Appen, Thomas Reineck e André Wohllebe.